# Mälarscouterna
Mälarscouterna är en av ca fyrtio kårer i Stockholm som tillhör Scouterna. Mälarscouterna startade redan 1931 under namnet Bromma Scoutkår och höll till i Ålsten och Äppelviken. Mälarscouterna ombildades år 1966. Med åren har verksamheten "drivit" något västerut, och nu är merparten av medlemmarna från Norra & Södra Ängby, Bromma Kyrka och Eneby. Mälarscouterna håller till i Karsviks Hage, i ett av Brommas äldsta hus från 1600-talet, som renoverades av Mälarscouterna själva under 1995.
Kåren har drygt 500 medlemmar, i alla åldrar från 8 år och uppåt, vilket gör den till en av Stockholms men även hela Sveriges största scoutkårer.  
Mälarscouternas vision är "att göra unga redo för livet genom äventyr och utmaningar som får dem att växa som individer. Våra värderingar genomsyrar allt vi gör - vi är schyssta kompisar!".
Mälarscouterna bedriver scouting, med inslag av sjöverksamhet, såsom jollesegling och kanotpaddling.
Mälarscouterna har en egen scoutstuga, K2, på nordvästra Lovö, vid Mälaren, som också hyrs till andra kårer.

## Historik
Kåren bildades 1931 och hade redan från början verksamheten förlagd till Bromma. Ansökan om medlemskap i Sveriges Scoutförbund gjordes samma år, varvid kåren omtalades som "Mälarpojkarna". 
Kåren antogs i förbundet som kår nr 436 under namnet Scoutkåren Mälarscouterna. Kåren tillhörde först Stockholms scoutdistrikt. När distriktet per årsskiftet 1936/1937 delades i ett stads- och ett länsdistrikt, fördes kåren dock till Stockholms läns scoutdistrikt. År 1942 återfördes kåren dock till Stockholms scoutdistrikt. 
Stockholms scoutkårs XI kolonn, som startades den 7 mars 1941 med verksamhetsområde i Ulvsunda, uppgick i Mälarscouterna vid årsskiftet 1943/44. 1947 utbröts Sjöscoutkåren Drakarna ur kåren. Ängby scoutkår, som startats 1957 som kår nr 1226 i Sveriges Scoutförbund, lades ned vid årsskiftet 1959/60, varvid kvarvarande scouter överfördes till Mälarscouterna (se Rådselden 1960 nr 2). Formellt beslut om nedläggning fattades den 21 januari 1960 av förbundets förvaltningsutskott. Ängby flickscoutkår, en s.k. "storkår" sedan 1959 med rötter från 1934, uppgick i Mälarscouterna 1961. Den innehöll vid den tidpunkten följande enheter:
- Blåvingeringen Solgläntan, ursprungligen Ängby Blåvingering, antagen i Sveriges Flickors Scoutförbund 1934, namnbyte till Solgläntan 1960.
- Flickscoutavdelningen Skogstjärn, utbruten ur Bromma Kyrkliga flickscoutkår 1934 såsom Bromma Ängbykår, därefter namnbyte senast 1938 till Bromma Skogstjärn.
- Ett seniorscoutlag, antaget i Sveriges Flickors Scoutförbund troligen 1959